# Жануарія (мікрорегіон)

Жануарія на карті штату Мінас-Жерайс

Жануарія (порт. Microrregião de Januária) — мікрорегіон у Бразилії, входить до штату Мінас-Жерайс. Складова частина мезорегіону Північ штату Мінас-Жерайс. Населення становить 271 328 чоловік на 2006 рік. Займає площу 33 169,626 км². Густота населення — 8,2 чол./км².

## Склад мікрорегіону
До складу мікрорегіону включені такі муніципалітети:
1. Боніту-ді-Мінас
2. Шапада-Гауша
3. Конегу-Марінью
4. Ікараї-ді-Мінас
5. Ітакарамбі
6. Жануарія
7. Жувенілія
8. Манга
9. Матіас-Кардозу
10. Міраванія
11. Монталванія
12. Педрас-ді-Марія-да-Крус
13. Пінтополіс
14. Сан-Франсіску
15. Сан-Жуан-дас-Місойнс
16. Урукуя

| Бразилія | Це незавершена стаття з географії Бразилії. Ви можете допомогти проєкту, виправивши або дописавши її. |